# Giōrgos Kolokythas
Giōrgos Kolokythas (in greco Γιώργος Κολοκυθάς?; Corinto, 2 novembre 1945 – Atene, 2 marzo 2013) è stato un cestista greco.

## Carriera
Con la Grecia ha disputato tre edizioni dei Campionati europei (1965, 1967, 1969).

## Palmarès
- Campionato greco: 4

Panathinaikos: 1966-67, 1968-69, 1970-71, 1971-72